# 富士見ヶ丘 (つくばみらい市)
富士見ヶ丘（ふじみがおか）は、茨城県つくばみらい市の町名。現行行政地名は富士見ヶ丘一丁目から富士見ヶ丘四丁目。郵便番号は300-2417。

## 概要
つくばみらい市の北東部に位置する。つくばエクスプレス沿線開発区域みらい平地区の西部で、現在造成中である。
2006年（平成18年）3月27日のつくばみらい市発足と同時に暫定的に運用を開始した。また、2012年（平成24年）度に土地区画整理事業が終了したことを受け、2013年（平成25年）6月29日に正式町名となり、同時に仮換地街区画地番号より新たに振られた番地へと移行した。
みらい平地区のうち都市軸道路（茨城県道355号東楢戸真瀬線）から西でかつ常磐自動車道より北の部分を占め、東は紫峰ヶ丘、西は西楢戸・真木、南は西楢戸、北は田村と接している。

## 地名の由来
南西に富士山を臨めることから。

## 世帯数と人口
2017年（平成29年）8月1日現在の世帯数と人口は以下の通りである。
| 丁目            | 世帯数  | 人口    |
| --------------- | ------- | ------- |
| 富士見ヶ丘1丁目 | 208世帯 | 625人   |
| 富士見ヶ丘2丁目 | 157世帯 | 409人   |
| 富士見ヶ丘3丁目 | 226世帯 | 673人   |
| 富士見ヶ丘4丁目 | 193世帯 | 642人   |
| 計              | 784世帯 | 2,349人 |

## 小・中学校の学区
市立小学校に通う場合、学区は以下の通りとなる。
| 丁目                                                                                             | 番地 | 小学校                           | 中学校                                                     |
| ------------------------------------------------------------------------------------------------ | ---- | -------------------------------- | ---------------------------------------------------------- |
| 一丁目                                                                                           | 全域 | つくばみらい市立富士見ヶ丘小学校 | つくばみらい市立伊奈中学校及びつくばみらい市立谷和原中学校 |
| 二丁目                                                                                           | 全域 | つくばみらい市立富士見ヶ丘小学校 | つくばみらい市立伊奈中学校及びつくばみらい市立谷和原中学校 |
| 三丁目                                                                                           | 全域 | つくばみらい市立富士見ヶ丘小学校 | つくばみらい市立伊奈中学校及びつくばみらい市立谷和原中学校 |
| 四丁目                                                                                           | 全域 | つくばみらい市立富士見ヶ丘小学校 | つくばみらい市立伊奈中学校及びつくばみらい市立谷和原中学校 |
| 備考 富士見ヶ丘一丁目-四丁目の全域で、伊奈中学校と谷和原中学校のどちらかを選択することができる。 |      |                                  |                                                            |

## 交通
当地域は、首都圏新都市鉄道つくばエクスプレスみらい平駅に近接している。また、みらい平駅より各方面にバスが出ている。